# 학하동
학하동(鶴下洞)은 대전광역시 유성구 남부에 있는 행정동이자 법정동이다. 

## 역사
- 1914년 4월 1일 행정폐합으로 진잠군이 대전군(구 회덕군)에 합병되어 진잠면과 기성면으로 재편되었다. 현재의 진잠동과 계룡시 신도안면 남선리는 진잠면이 되었고, 기성동, 가수원동, 관저동 일대와 정림동 일부는 기성면이 되었다.
- 1983년 진잠면 내동리, 교촌리, 대정리, 용계리, 학하리가 대전시 중구 관할 유성출장소에 편입되었다.
- 1987년 대통령령 제12007호로 대덕군 진잠면 계산리 일원이 대전시 직할 유성출장소에 편입되었다.
- 1988년 대통령령 제12367호(1987. 12. 31 공포)로 충청남도 대전시 서구가 신설되면서 유성출장소가 서구에 편입되었다.
- 1989년 충청남도 대전시가 대전직할시로 승격되면서 유성구에 편입되었다. 단, 남선리는 충청남도 논산군 두마면에 편입되었다.
- 1989년 행정동이 진잠동, 원내동으로 분리되었다.
- 1995년 진잠동이 진잠1동, 진잠2동으로 분동되었다.
- 1998년 10월 26일 진잠1동, 진잠2동을 진잠동으로 합동하였다.
- 2021년 11월 1일 진잠동 일부(법정동: 학하동, 계산동)와 온천1동 일부(법정동: 덕명동, 복용동)를 합쳐 학하동이 신설되었다.

## 법정동
- 학하동(鶴下洞)
- 계산동(鷄山洞)
- 덕명동(德明洞)
- 복용동(伏龍洞)

## 교육
- 학하초등학교
- 대전계산초등학교

## 아파트
| 단지명                        | 건설사          | 시행사                                               | 주소                       | 입주              | 비고 |
| ----------------------------- | --------------- | ---------------------------------------------------- | -------------------------- | ----------------- | ---- |
| 오투그란데 미학               | ㈜제일건설      | ㈜제일건설                                           | 학하남로 10 (계산동)       | 2011년 10월       |      |
| 오투그란데 리빙포레           | ㈜제일건설      | ㈜제일건설                                           | 학하중앙로 99 (계산동)     | 2018년 6월        |      |
| 리슈빌 학의뜰                 | 계룡건설산업    | 계룡건설산업 로하스주택㈜                            | 학하로 33 (학하동)         | 2011년 8월        |      |
| 학하리슈빌 포레               | 계룡건설산업    | ㈜하나자산신탁 계룡하나제2호위탁관리부동산투자회사㈜ | 학하남로90번길 76 (학하동) | 2022년 8월        |      |
| 포레나 대전학하 1단지         | 한화㈜ 건설부문 | ㈜하나자산신탁 ㈜평정                                |                            | 2026년 2월 (예정) |      |
| 포레나 대전학하 2단지         | 한화㈜ 건설부문 | ㈜하나자산신탁 ㈜평정                                |                            | 2026년 2월 (예정) |      |
| 힐스테이트 도안리버파크 5단지 | 현대건설        | ㈜하나자산신탁 ㈜유토개발2차                         |                            |                   |      |